# Lawrence de Arabia (canción)
Lawrence de Arabia es la octava canción del primer álbum oficialmente grabado por Hombres G, cuyo nombre es también Hombres G. Tanto la música como la letra son de David Summers.
- Datos: Q5971941